# 山田健三
山田健三（やまだ けんぞう、1943年 - 2011年）は、日本のレジャー産業研究者。別名：山田紘祥（やまだ こうしょう）。元文教大学国際学部教授。元交通遺児育英会評議員。

## 経歴
大阪府出身。東京大学工学部卒。東京大学大学院化学工学研究科修士課程を修了。その後、東京大学大学院社会学研究科修士課程へ進み、博士課程を修了。日本唯一のレジャーに関する公共的研究機関であった財団法人余暇開発センターの研究主幹等に従事した。

## 研究業績
- ｢最新データからゴルフ需要活性化への課題を検証 2010年を飛躍の年に｣%J 月刊ゴルフマネジメント一季出版
- 2009｢ゆとり喪失で日常型へシフトするレジャー市場 「レジャー白書2009」から｣綜合ユニコム
- 2009｢レジャートレンドチェック拡大版 レジャー白書2009分析(Part 2) データが示すゴルフ業界再生戦略｣月刊ゴルフマネジメント一季出版
- 2009｢レジャートレンドチェック拡大版 レジャー白書2009を読む(part 1)｣月刊ゴルフマネジメント、一季出版
- ｢レジャートレンドチェック特別版 「レジャー白書2008」に見るゴルフ業界｣月刊ゴルフマネジメント、一季出版、2008
- ｢レジャートレンドチェック特別版 速報レジャー白書2008 「最新のトレンド」を読む｣月刊ゴルフマネジメント一季出版、2008
- 「遊んで学ぶ」がキッザニアの勝因 (キッズ市場12兆円争奪戦)｣ エコノミスト毎日新聞社2008
- 『レジャー白書2007』を読む｣綜合ユニコム2007
- ｢レジャートレンドチェック特別版 レジャー白書2007速報 ゴルフ人口890万人｣月刊ゴルフマネジメント一季出版2007